# Pseudotachidius peruanus
Pseudotachidius peruanus är en kräftdjursart som beskrevs av Becker 1974. Pseudotachidius peruanus ingår i släktet Pseudotachidius och familjen Thalestridae. Inga underarter finns listade i Catalogue of Life.